# Erkki Keldo

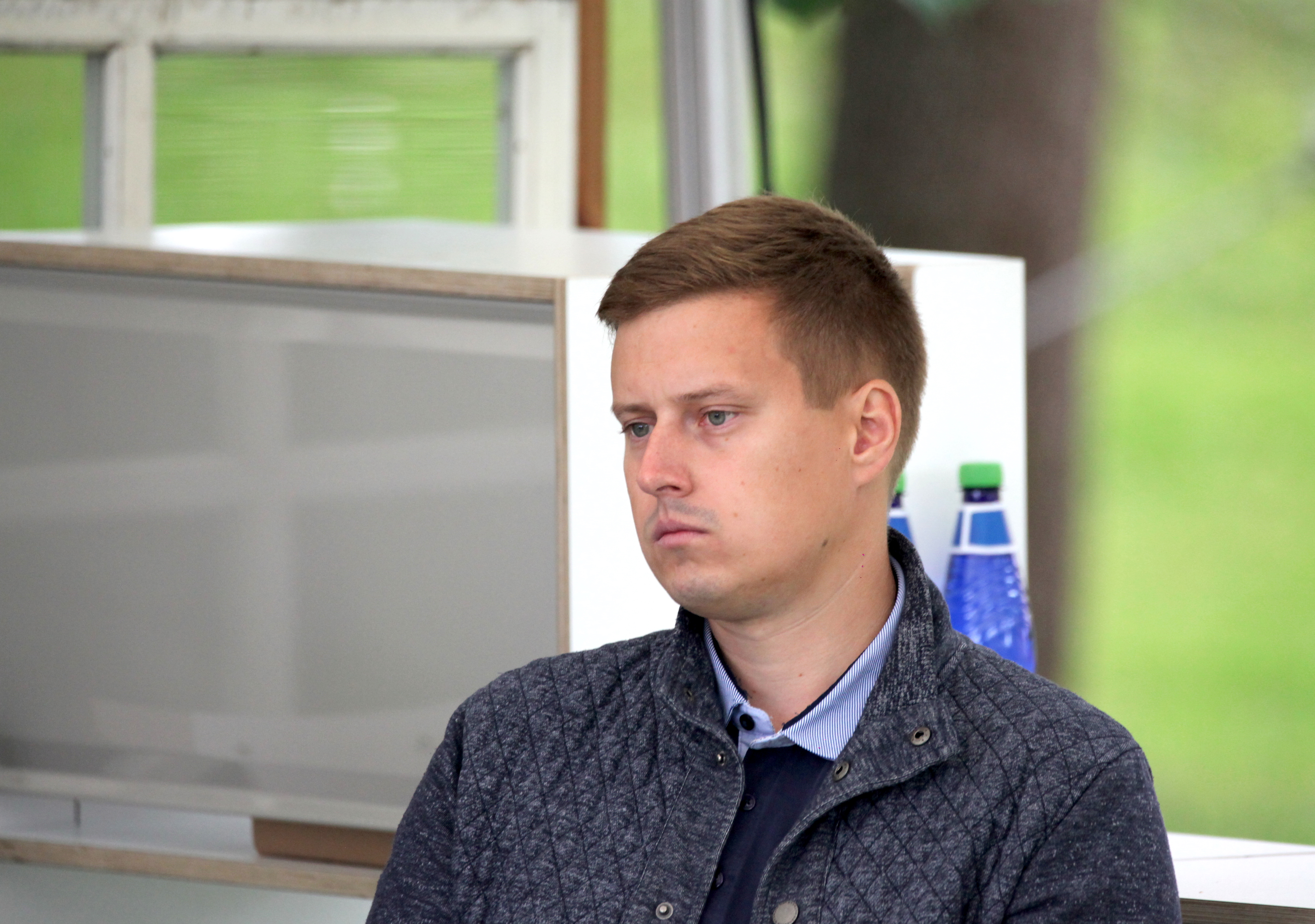
Erkki Keldo (2021)

Erkki Keldo (* 7. November 1990 in Jõgeva) ist ein estnischer Politiker. Er ist seit 23. Juli 2024 Minister für Wirtschaft und Industrie der Republik Estland in der Koalitionsregierung von Ministerpräsident Kristen Michal. Keldo gehört der liberalen Estnischen Reformpartei (Eesti Reformierakond) an.

## Leben
Erkki Keldo besuchte zunächst die Grundschule in Lustivere und anschließend das Realgymnasium in Nõo. Er schloss 1993 sein Studium der Politikwissenschaft an der Universität Tallinn ab.

### Politik
Früh engagierte er sich politisch: 2012 trat er der Estnischen Reformpartei bei. Von 2013 bis 2022 gehörte er dem Gemeinderat der Landgemeinde Põltsamaa an, deren stellvertretender Vorsitzender er von 2017 bis 2021 war. Von 2014 bis 2018 war Keldo Wahlkampfberater und Fraktionsreferent der Estnischen Reformpartei. 2018 wurde er Referent des stellvertretenden Parteivorsitzenden. Von 2018 bis 2022 war Keldo Generalsekretär der Estnischen Reformpartei. 2021 zog er als Abgeordneter in das estnische Parlament (Riigikogu) ein, dem er bis 2024 angehörte.
Im Juli 2024 wurde Erkki Keldo als Nachfolger von Tiit Riisalo Minister für Wirtschaft und Industrie der Republik Estland. Er leitet in dieser Eigenschaft das Ministerium für Wirtschaft und Kommunikation.

### Privates
Erkki Keldo lebt in einer nichtehelichen Partnerschaft. Er hat ein Kind.